# Marc Peters
Marc Peters (Groesbeek, 12 augustus 1978) is een Nederlands voormalig voetballer die als verdediger speelde en huidig trainer in het amateurvoetbal.
Peters speelde drie seizoenen voor TOP Oss waar hij op 22 augustus 1998 debuteerde. Hierna ging hij naar N.E.C.. Daar kwam hij echter niet aan spelen toe en op 9 oktober 2003 werd zijn contract ontbonden. Peters speelde als prof 73 competitiewedstrijden waarin hij 9 doelpunten maakte. Hierna was hij op proef bij FC Dordrecht maar hij ging spelen bij de amateurs van De Treffers in Groesbeek. Vervolgens speelde hij nog voor Germania, DIO '30 en Groesbeekse Boys. 
Bij De Treffers en Germania trainde hij de jeugd en bij DIO assisteerde hij bij het tweede elftal. Van 2014 tot en met 2016 was hij hoofdtrainer van Estria. Hierna trainde Peters SV Heumen en gaat medio 2018 aan de slag bij WVW Weurt. In het seizoen 2020/21 trainde hij RKOSV Achates. Vanaf medio 2021 gaat Peters het onder 23 elftal van SV AWC trainen. In 2024 ging hij het zaterdagteam van De Treffers trainen.
Hij is de zoon van oud-international Jan Peters.